# Маноло Бледа
Мануель Бледа Родрігес (ісп. Manuel Bleda Rodríguez; нар. 31 липня 1990, Сагунт, Іспанія) — іспанський футболіст, нападник гонконзького клубу «Лі Ман», який виступає в оренді за «Істерн».

## Життєпис
Вихованець молодіжної академії «Леванте». Футболом розпочав займатися у 4-річному віці. Спочатку стояв у воротах, але у віці 7-років тренер перевів його в напад. Дорослу футбольну кар'єру розпочав 2008 року в резервній команді «Кастельйона». За першу команду «Кастельйона» дебютував 4 квітня 2010 року в програному (0:1) виїзному поєдинку Сегунда Дивізіону проти «Кадіса», в якому замінив венесеуельця Рікардо Паеса. У команді відіграв один сезон (зіграв 5 матчів), після чого підписав контракт з «Леванте Б». Потім виступав за нижчолігові іспанські клуби «Бурріана» та «Катарроха». У 2013 році захищав кольори «Альсіри».
4 березня 2014 року підписав контракт з представником білоруської Вищої ліги ФК «Білшина». Дебютував за бобруйський клуб 30 березня, вийшов у стартовому складі програного (1:3) поєдинку проти «Гомеля». 6 квітня 2014 року відзначився першим голом у вищому дивізіоні білоруського чемпіонату, в нічийному (1:1) поєдинку проти «Торпедо-БелАЗа». 12 квітня 2014 року відзначився хет-триком у матчі проти брестейського «Динамо» (7:0). У сезоні 2014 року відзначився 7-ма голами в 19-ти поєдинках чемпіонату. По завершенні сезону 2014 року залишив білоруський клуб.
У серпні 2014 року підсилив представника Вищої ліги Таджикистану «Істіклол», з яким підписав контракт до листопада 2014 року. Мануель став першим іспанським легіонером у Таджикистані. Зробив дубль у своєму дебютному матчі, у Кубку Таджикистану проти «Хосилота» (10:0), також відзначився голом 16 жовтня 2014 року в дебютному матчі чемпіонату країни у ворота «Парвоза». Став автором 500-го голу «Істіклолу» у чемпіонатах Таджикистану. Допоміг клубу дійти до фіналу кубку АФК, в якому таджики поступилися малазійському «Джохору» (0:1). Відзначився 1-м голом у 10-ти матчах Кубку АФК 2015. Усього провів у Таджикистані півтора сезони.
На початку березня 2016 року підписав контракт з клубом румунської Другої ліги «Чахлеул». На певний період часу повернувся на батьківщину в Іспанію для лікування травми. Після одужання повернувся до команди, але йому та декільком іншим іспанським одноклубникам не змогли отримувати зарплату.
23 серпня 2016 року приєднатися до представника Прем'єр-ліги Гонконгу «Істерн», з яким підписав однорічний контракт замість колишнього гравця Ла-Ліги Мікелем Арруабарреною, який був припинений через зміни спонсора. 16 вересня дебютував за нову команду у поєдинку Суперкубку Гонконгу проти «Кітчі». На 63-й хвилині відзначився першим голом за «Істерн» та відзначився гольовою передачею, завдяки чому допоміг клубу вигати матч (3:1) та завоювати перший трофей у новому сезоні. 2 листопада відзначився 4-ма голами в переможному поєдинку проти «Гонконг Саплінг».
23 січня 2017 року Родрігес вперше внесений до списку легіонерів на груповий матч Ліги чемпіонів АФК. 1 березня на 13-й хвилині нічийного (1:1) домашнього матчу групового матчу Ліги чемпіонів АФК проти японського клубу «Кавасакі Фронтале» Нара Тацукі заробив пенальті у власні ворота на Маноло. Це також перший випадок, коли гонконгський клуб набрав очки після реформування Ліги чемпіонів АФК, що поклало початок новій історії гонконгського футболу. У підсумку «Східні дракони» і «Леви», які брали участь у вищ вказаному раунді вперше, завершили груповий матч Лігу чемпіонів АФК з 1-ю й 5-ма поразками, тоді як Родрігес відзначився 16-ма голами і 7-ма результативними передачами у Прем'єр-лізі Гонконгу в першому сезоні.
На початку сезону 2017/18 років був відсутнім через запалення лобкової кістки, через що результативність команди пішла на спад, допоки 30 вересня 2017 року не повернувся в Гонконгську лігу на матч «Пегасуса», але команда знову програла. Однак 22 жовтня Родрігес двічі відзначився у другій грі після відновлення після травми, допоміг «Істерн» переміг гонконгський «Пегасус» у чвертьфіналі групи за срібну медаль й перервати серію з п’яти поразок на початку сезону, завдяки чому став найціннішим гравцем жовтня Суперліги Гонконгу. 9 січня 2018 року продовжив бути у списку чотирьох зареєстрованих іноземних гравців «Істерн» для участі в кваліфікаційних матчах Ліги чемпіонів АФК та плей-оф.
3 липня 2019 року «Кітчі» оголосив про те, що Бледа приєднався до команди. 20 жовтня 2020 року головний тренер «Кітчі» Алекс Чу Чі Квонг заявив, що Бледа в односторонньому порядку розірвав контракт із клубом. Однак через два тижні Чу заявив, що клуб все ще перебуває в суперечці з Маноло щодо його контракту, і «Кітчі» може вдатися до судового позову. Став срібним призером чемпіонату країни сезону 2016/17 і посів друге місце у суперечці бомбардирів з 16-иа голами, поступившись бразильцю Сандро (21). У сезоні 2018/19 років став найкращим бомбардиром чемпіонату Гонконгу (12 голів), розділив титул із бразильцем Лукасом Сілвою.
12 березня 2021 року підписав контракт з іншим клубом ГПЛ «Лі Ман», де отримав футболку з номером 9.
7 липня 2023 року повернувся в «Істерн», цього разу в оренду.

## Статистика вистпів

### Клубна
Станом на 18 березня 2023
| Клуб                  | Сезон             | Ліга                           | Ліга  | Ліга | Нац. кубок | Нац. кубок | Конт. кубок | Конт. кубок | Інші  | Інші | Загалом | Загалом |
| Клуб                  | Сезон             | Дивізіон                       | Матчі | Голи | Матчі      | Голи       | Матчі       | Голи        | Матчі | Голи | Матчі   | Голи    |
| --------------------- | ----------------- | ------------------------------ | ----- | ---- | ---------- | ---------- | ----------- | ----------- | ----- | ---- | ------- | ------- |
| «Білшина» (Бобруйськ) | 2014              | Білоруська футбольна вища ліга | 19    | 7    | 3          | 1          | –           | –           | –     | –    | 22      | 8       |
| «Істіклол»            | 2014              | Чемпіонат Таджикистану         | 6     | 2    | 3          | 5          | –           | –           | –     | –    | 9       | 7       |
| «Істіклол»            | 2015              | Чемпіонат Таджикистану         | 14    | 7    | 6          | 0          | 10          | 1           | 1     | 0    | 31      | 8       |
| «Істіклол»            | Загалом           | Загалом                        | 20    | 9    | 9          | 5          | 10          | 1           | 1     | 0    | 40      | 15      |
| «Чахлеул»             | 2015–16           | Ліга II                        | 5     | 1    | 0          | 0          | –           | –           | –     | –    | 5       | 1       |
| «Істерн»              | 2016–17           | Прем'єр-ліга Гонконгу          | 17    | 16   | 1          | 0          | 5           | 1           | 3     | 0    | 26      | 17      |
| «Істерн»              | 2017–18           | Прем'єр-ліга Гонконгу          | 10    | 5    | 0          | 0          | 0           | 0           | 3     | 3    | 13      | 8       |
| «Істерн»              | 2018–19           | Прем'єр-ліга Гонконгу          | 16    | 12   | 1          | 0          | 1           | 1           | 2     | 1    | 20      | 14      |
| «Істерн»              | Загалом           | Загалом                        | 43    | 33   | 2          | 0          | 6           | 2           | 8     | 4    | 59      | 39      |
| «Кітчі»               | 2019–20           | Прем'єр-ліга Гонконгу          | 6     | 2    | 0          | 0          | 0           | 0           | 1     | 1    | 7       | 3       |
| «Лі Ман»              | 2020–21           | Прем'єр-ліга Гонконгу          | 9     | 3    | 1          | 0          | –           | –           | –     | –    | 10      | 3       |
| «Лі Ман»              | 2021–22           | Прем'єр-ліга Гонконгу          | 2     | 1    | 0          | 0          | –           | –           | –     | –    | 2       | 1       |
| «Лі Ман»              | 2022–23           | Прем'єр-ліга Гонконгу          | 7     | 6    | 0          | 0          | 1           | 0           | 0     | 0    | 8       | 6       |
| «Лі Ман»              | Загалом           | Загалом                        | 18    | 10   | 1          | 0          | 1           | 0           | 0     | 0    | 20      | 10      |
| Усього за кар'єру     | Усього за кар'єру | Усього за кар'єру              | 111   | 62   | 15         | 6          | 17          | 3           | 10    | 8    | 144     | 73      |

## Досягнення
«Істіклол»
- Вища ліга Таджикистана
  -  Чемпіон (2): 2014, 2015[24]

- Кубок Таджикистану
  -  Володар (2): 2014, 2015[25]

- Суперкубок Таджикистану
  -  Володар (1): 2015[26]

«Кітчі»
- Прем'єр-ліга Гонконгу
  -  Чемпіон (1): 2019/20

- Кубок Саплінга
  -  Володар (1): 2019/20